# Michael Otto
Michael Otto (Chelmno (Kulm) en la Polonia ocupada por los nazis, 12 de abril de 1943), es un empresario alemán, Presidente del Consejo de Supervisión y antiguo director general de Otto Group.  Lo convirtió en una empresa de venta por correo y minorista por Internet que opera en todo el mundo. También es benefactor y mecenas de las artes. 
Otto Group fue fundado por su padre, como una empresa de venta por correo en Hamburgo en 1949; con 15.600 millones de euros en el año fiscal 2021. Gracias a un incremento del 30 % en las ventas por Internet el año pasado, Otto también mantiene su posición como el segundo minorista más grande de la Web, detrás de Amazon.com. 
La familia Otto también fue propietaria de Spiegel Inc. (la empresa matriz de Eddie Bauer y los antiguos propietarios de la revista Der Spiegel), que se declaró en quiebra el 17 de marzo de 2003. El 25 de mayo de 2005, Spiegel Inc., salió de la bancarrota nombre de Eddie Bauer Holdings y es ahora propiedad principalmente del Commerzbank. Otto Group ya no tiene ninguna participación en la empresa.
Otto y su familia poseen gran cantidad de bienes raíces en Canadá y en Estados Unidos, los centros comerciales en Alemania y parte de la cadena de muebles de hogar Crate & Barrel. Conocido como un ecologista comprometido, su compañía ha promocionado los productos no perjudiciales para el medio ambiente. En 1993 se creó la Fundación Ecológica Michael Otto (en alemán: Umweltstiftung Michael Otto). Esta fundación ha desempeñado y sigue desempeñando un papel importante en la promoción del diálogo entre múltiples partes interesadas sobre los temas relevantes del medio ambiente.

## Biografía
Michael Otto creció en Hamburgo como hijo de Werner Otto. Tras completar un aprendizaje bancario en Merck Finck & Co en Múnich, estudió Ciencias Económicas en Múnich y Hamburgo, se doctoró y se convirtió en miembro del Consejo Ejecutivo de la empresa de su padre en 1971. En febrero de 1981 fue ascendido a Presidente del Consejo de Administración de Otto GmbH. Ocupó el cargo hasta octubre de 2007 y actualmente es Presidente del Consejo de Supervisión del Otto Group.
Se doctoró en las Universidades de Hamburgo y Múnich.
Fue miembro del Consejo de Supervisión de Axel Springer SE hasta abril de 2014. También fue socio de Robert Bosch Industrietreuhand KG hasta abril de 2016, que posee el 93% de los derechos de voto de Robert Bosch GmbH.
En relación con el dumping salarial y las precarias condiciones laborales de los transportistas de paquetería en la filial del Grupo Hermes Europe, el papel de Otto como líder empresarial fue criticado en 2011. ARD emitió el reportaje El principio de Hermes: un multimillonario y sus mensajeros de los dioses. Michael Otto y Hermes negaron las precarias condiciones laborales y hablaron de ovejas negras entre los subcontratistas.
El patrimonio de Michael Otto y su familia asciende a 15.400 millones de dólares estadounidenses en la lista Forbes de 2015. Esto sitúa a la familia Otto en el puesto 51 a nivel mundial y en el 7º entre los multimillonarios alemanes.
En abril de 2015, Otto anunció que transferiría su participación mayoritaria en el grupo minorista Otto y, por tanto, gran parte de su patrimonio a una nueva fundación benéfica. Las distribuciones anuales se destinarán a apoyar proyectos culturales, sociales, ecológicos o benéficos. La fundación pretende garantizar que la familia Otto conserve a largo plazo su influencia sobre el grupo Otto.
Michael Otto está casado y tiene dos hijos y vive en Hamburgo, Alemania.

## Puestos honoríficos
Sus compromisos voluntarios incluyen la presidencia del patronato de la Gesellschaft für Politik und Wirtschaft e.V. (Haus Rissen Hamburg) y la presidencia honoraria del patronato de la fundación medioambiental WWF Alemania. Es Vicepresidente de la Junta Directiva del Círculo Cultural de Empresarios Alemanes de la BDI. Para apoyar proyectos específicos, fundó en 1993 la "Fundación Michael Otto para la Protección del Medio Ambiente" (la Fundación Medioambiental Michael Otto desde 2018), de la que es Presidente del Patronato. Otto es también miembro honorario del Consejo Mundial del Futuro. Otto es Presidente de la Fundación KlimaWirtschaft, comprometida con la transición a una economía neutra en carbono. En una ocasión dijo: "Los enormes esfuerzos del Estado y la sociedad para proteger a la población y la economía tras la pandemia de coronavirus nos muestran lo que podemos conseguir juntos para combatir una amenaza global. Entender la protección del clima como un proyecto de modernización de la economía puede desempeñar ahora un papel importante para superar las consecuencias de la crisis del coronavirus y, al mismo tiempo, ayudar a evitar los efectos de largo alcance de la crisis climática."
Michael Otto es Presidente Honorario de Global Bridges. Era miembro de la Sociedad de los Viernes de Helmut Schmidt.

## Matrícula de honor
Debido a su compromiso con el medio ambiente y la sostenibilidad, recibió varios galardones, como el Premio Alemán de Medio Ambiente en 1997. y el Premio al Liderazgo en Sostenibilidad en 2002. En 1999, la Universidad de Hamburgo le nombró senador honorario, como hizo con su padre Werner Otto en 1988. En 2000, Michael Otto fue nombrado senador honorario de la Universidad Ernst Moritz Arndt de Greifswald. En 2001 fue nombrado Directivo del Año y en 2005 recibió el Premio Vernon A. Walters de la Asociación Atlantik-Brücke por promover las relaciones entre Estados Unidos y Alemania. El 24 de octubre de 2006, en el décimo Congreso Alemán de Venta por Correo, recibió el Premio Internacional a Toda una Vida por la labor realizada a lo largo de su vida. En particular, se premiaron sus muchos años de destacados logros empresariales en Alemania y en el extranjero, así como su temprano reconocimiento de la importancia fundamental de Internet para el negocio minorista. El 30 de noviembre de 2006, recibió la Gran Cruz del Mérito con Estrella a propuesta del Presidente alemán Horst Köhler. Con ello se premiaba su voluntad de asumir responsabilidades para con la sociedad en su conjunto, así como su compromiso personal con las cuestiones ecológicas y sociales. En 2007, recibió el Premio Alemán del Comercio Minorista en la categoría de Premio a Toda una Vida. En 2010, la Fundación Theodor Heuss le concedió el Premio Theodor Heuss por una cultura empresarial ejemplar tanto en términos económicos como éticos. En 2013, el WWF le honró con el recién descubierto Hieracium Pilosella ottonis, endémico del Spessart. Con motivo de su 75 cumpleaños en 2018, Otto fue invitado a un desayuno del Senado por el alcalde de Hamburgo, Peter Tschentscher, y se le concedió el título honorífico de catedrático.

### Otras distinciones
- 1991: Gerente Ecológico del Año 1991.
- 1996: Medalla Alfred Toepfer.
- 1998: Placa de Alexander Rüstow del Grupo de Acción sobre Economía Social de Mercado.[28]
- 2000: Premio de Ética Empresarial.[29]
- 2001: Incluido en el Salón de la Fama de DMA, Nueva York.[30]
- 2004: Premio a la Comprensión y la Tolerancia del Museo Judío de Berlín.[31]
- 2005: Medalla del Estado de Baviera por sus servicios al medio ambiente y la salud
- 2006: Premio Fundador Alemán, categoría Trayectoria.[32]
- 2008: Medalla por los servicios al sector fundacional.[33]
- 2010: Premio UNESCO de Apoyo a los Niños Necesitados.[34]
- 2011: Premio Walter Scheel.[35]
- 2011: Premio Honorífico Heinz Sielmann.[36]
- 2011: Premio Internacional TÜV Rheinland Pacto Mundial.[37]
- 2012: Doctorado honorario de la HHL Leipzig Graduate School of Management (Universidad de Gestión de Leipzig)[38]
- 2012: Salón de la Fama (Revista Manager)[39]
- 2013: Ciudadano de honor de la Ciudad Hanseática de Hamburgo.[40]
- 2015: Orden del Mérito de Baviera.
- 2016: Miembro honorario de la Sociedad Patriótica de 1765.[41]
- 2016: Nombramiento como responsable de la digitalización por Wirtschaftswoche y Telekom.[42]
- 2017: Premio Alemán de RSE.[43]
- 2019: Premio EWS del Senado Económico Europeo.[44]
- 2021: Premio Económico Mundial.

## Películas
- Typisch! Michael Otto: Ein Leben zwischen Bangladesch und Blankenese. Dokumentarfilm, Deutschland, 2018, 30 Min., Autor: Frank Sieren, Produktion: NDR, Reihe: Typisch!, Erstsendung: 27. September 2018; «Mediathek». des NDR.

- Die Ottos. Dokumentarfilm, Deutschland, 2012, 45 Min., Buch und Regie: Dagmar Wittmers, Produktion: NDR, Reihe: Deutsche Dynastien, Erstsendung: 7. Mai 2012; «Mediathek». der ARD.

- Amerika war mein Jugendtraum. Dokumentation, Deutschland, 2011, 22:44 Min., Produktion: n-tv, Erstsendung: 21. Juni 2011, Online-Video. „Aus dem biederen Katalog von einst machte er die erfolgreichste Versandgruppe der Welt. Michael Otto ist der Aufsichtsratsvorsitzende der OTTO-Group International. Er steuert weltweit 50.000 Mitarbeiter und fährt einen Gesamtumsatz von rund 11,5 Milliarden Euro ein – und das mit einer besonderen Verantwortung für Mitarbeiter und Umwelt.“

- Mit langem Atem. Dokumentation, Deutschland, 45 Min., Regie: Meike Hemschemeier und Thomas Weidenbach, Produktion: WDR, Erstsendung: 23. September 2008[45] Porträts von den drei Unternehmern Michael Otto, Anita Roddick und Andres Gut, die „die nicht nur Kapitalmärkte und Gewinnkurven im Sinn haben, sondern ebenso den Schutz der Umwelt und das Elend der Armen in der Dritten Welt“.

- Das Hermes-Prinzip – Der Milliardär und seine Götterboten, Dokumentation von Monika Wagener und Ralf Hötte, Deutschland, 45 Min., Produktion: WDR, Erstsendung: 3. August 2011